# 1884 год в театре
1884 год в театре

## Персоналии

### Родились
- 12 января — Вильгельм Херцог, немецкий драматург.
- 30 января — Василий Яковлевич Софронов, российский и советский актёр театра и кино, народный артист СССР, лауреат Сталинской премии.
- 16 февраля — Николай Петрович Черкасов, российский и советский актёр театра и кино.
- 7 мая — Турстен Хаммарен, шведский театральный деятель, актёр, режиссёр-постановщик, театральный педагог.
- 2 июня — Ханна Гранфелт, финская оперная певица, лауреат Pro Finlandia.
- 25 октября — Хелми Линделёф, финская актриса.

### Скончались
- 15 сентября — Павел Васильевич Кукольник, поэт, драматург, историк.
- 22 апреля в Марселе — Мария Тальони, прославленная балерина XIX века, представительница итальянской балетной династии Тальони в третьем поколении, одна из центральных фигур балета эпохи романтизма.
- 14 октября — Владимир Александрович Андерсон, русский поэт, писатель-беллетрист и художник-карикатурист[1].
- 27 ноября в Вене — Фанни Эльслер, австрийская балерина.